# Glumslövs socken
Glumslövs socken i Skåne ingick i Rönnebergs härad, ingår sedan 1974 i Landskrona kommun och motsvarar från 2016 Glumslövs distrikt.
Socknens areal är 10,48 kvadratkilometer varav 10,42 land. År 2000 fanns här 2 175 invånare. Godset Örenäs slott, orten Ålabodarna samt tätorten Glumslöv med sockenkyrkan Glumslövs kyrka ligger i socknen.

## Administrativ historik
Socknen har medeltida ursprung. 
Vid kommunreformen 1862 övergick socknens ansvar för de kyrkliga frågorna till Glumslövs församling och för de borgerliga frågorna bildades Glumslövs landskommun. Landskommunen uppgick 1952 i Härslövs landskommun som uppgick 1974 i Landskrona kommun. Församlingen uppgick 2010 i Kvistofta församling.
1 januari 2016 inrättades distriktet Glumslöv, med samma omfattning som församlingen hade 1999/2000.
Socknen har tillhört län, fögderier, tingslag och domsagor enligt vad som beskrivs i artikeln Rönnebergs härad. De indelta soldaterna tillhörde Norra skånska infanteriregementet, Rönnebergs kompani.

## Geografi
Glumslövs socken ligger norr om Landskrona vid Öresund. Socknen är en mjukt kuperad odlingsbygd.

## Fornlämningar
Cirka 20 boplatser, lösfynd, en dös och tre gånggrifter från stenåldern är funna. Från bronsåldern finns gravhögar och en hällkista

## Namnet
Namnet skrevs 1455 Glumsloff och kommer från kyrkbyn. Efterleden är löv, 'arvegods'. Förleden innehåller mansnamnet Glum..